# Friend Husband (film 1918 Wright)
Friend Husband è un cortometraggio muto del 1918 diretto da  Walter Wright.

## Produzione
Il film fu prodotto dalla Mack Sennett Comedies.

## Distribuzione
Distribuito dalla Paramount Pictures (con il nome Paramount Famous Lasky Corporation), il film - un cortometraggio di venti minuti - uscì nelle sale cinematografiche USA il 7 aprile 1918.
In agosto, uscì negli USA - distribuito dalla Goldwyn Pictures Corporation - un altro film dallo stesso titolo, Friend Husband, ma completamente diverso come soggetto.